# 昭和町 (金沢市)
昭和町（しょうわまち）は、石川県金沢市の地名。住居表示実施区域。

## 歴史

### 旧町名の概要
古道・古道一～二番丁（ふるみち・ふるみちいち～にばんちょう）
- 地子町

勝尾町（かつおまち）
- 武家地

柳町（やなぎまち）
- 地子町

島田町（しまだまち）
- 地子町

### 沿革
- 1965年（昭和40年）9月1日 - 住居表示実施により、田丸町・島田町・日吉町・中橋町・勝尾町・折違町・柳町・玉井町・古道・古道一番丁・古道二番丁の各一部から成立[4]。
- 1992年（平成4年）6月10日 - 昭和町地区土地区画整理事業の換地処分及び住居表示実施により、柳町・折違町・本町2丁目・島田町・玉井町・北安江町の各一部を編入[5]。
- 1993年（平成5年）1月9日 - 金沢駅南地区土地区画整理事業の換地処分及び住居表示実施により、島田町の全部及び元菊町・中橋町・日吉町・折違町・柳町・北安江町の各一部を編入。また、一部が中橋町に編入される[6]。
- 2006年（平成18年）8月12日 - 金沢駅北土地区画整理事業の換地処分及び住居表示実施により、一部が木ノ新保町となる[7]。

## 世帯数と人口
2022年（令和4年）8月1日現在の世帯数と人口は以下のとおりである。
| 町丁   | 世帯数  | 人口  |
| ------ | ------- | ----- |
| 昭和町 | 334世帯 | 582人 |

## 小・中学校の学区
市立小・中学校に通う場合、学区は以下のとおりとなる。
| 番・番地等 | 小学校               | 中学校             |
| --- | -------------------- | ------------------ |
| 1番、2番、3番20号、5番8号～5番21号、6番1号～6番19号、6番21号～6番28号、11番19号～11番24号、13番3号～13番27号、13番33号～13番37号、14番～16番、20番、21番4号～21番17号                                 | 金沢市立中央小学校   | 金沢市立長町中学校 |
| 3番1号～3番19号、3番21号～5番7号、5番22号～5番49号、6番20号、7番～10番、11番1号～11番18号、12番、13番1号～13番2号、13番28号～13番32号、13番38号～13番39号、21番1号～21番3号、21番18号～21番24号、22番 | 金沢市立長田町小学校 | 金沢市立長田中学校 |

## 交通

### 鉄道
町内に鉄道駅はない。

### バス
北鉄バス六枚町バス停のガスト前のりばが町内に位置する。

### 道路
- 石川県道17号金沢港線
- 石川県道146号金沢停車場南線
- 石川県道196号上安原昭和町線

## 施設
- 石川県立音楽堂
- ANAクラウンプラザホテル金沢
- 金沢シティホテル